# Amt Bordesholm
Het Amt Bordesholm is een Amt in de Duitse deelstaat Sleeswijk-Holstein. Het omvat 14 gemeenten in de Kreis Rendsburg-Eckernförde. Het bestuur is gevestigd in Bordesholm.

## Deelnemende gemeenten
- Bissee
- Bordesholm
- Brügge
- Grevenkrug
- Groß Buchwald
- Hoffeld
- Loop
- Mühbrook
- Negenharrie
- Reesdorf
- Schmalstede
- Schönbek
- Sören
- Wattenbek

## Geschiedenis
Het gebied van het huidige Amt hoorde ooit grotendeels tot het Klooster Bordesholm dat ook wereldlijke macht had. Nadat het klooster als gevolg van de Reformatie werd opgeheven in 1566 kwam het gebied aan het huis Sleeswijk-Holstein-Gottorf dat het tot een wereldlijk Amt maakte.
Tijdens de bestuurlijke hervorming in Sleeswijk-Holstein in 1970 werd het Amt Bordesholm-Land gevormd. In 2007 werd dit Amt samengevoegd met de tot dan Amtvrije gemeente Bordesholm.